# Chvění (film, 1990)
Chvění (v originále Tremors) je americký westernový dobrodružný film z roku 1990 od studia Universal Pictures, pojednávající o obřích lidožravých červech v poušti.
Film je prvním dílem série Chvění a po tomto filmu následovalo pět přímých pokračování a jeden prequel. V originále Tremors 2: Aftershocks (1996), Tremors 3: Back to Perfection (2001), Tremors 4: The Legend Begins (2004), Tremors 5: Bloodlines (2015), Tremors: A Cold Day in Hell (2018) a Tremors: Shrieker Island (2020). Taktéž vznikl televizní seriál.

## Děj
Valentine "Val" McKee a Earl Bassett jsou opraváři pracující v osadě Perfection v Nevadě, izolované v poušti východně od pohoří Sierra Nevada. Jednoho dne při odjezdu z osady objeví mrtvé tělo místního občana Edgara Deemse, usazeného na vrcholu stožáru elektrického vedení, a stále svírajícího svou pušku. Jim Wallace, městský lékař, určí, že Edgar zemřel na dehydrataci, protože neslezl dolů.
Později podzemní stvoření zabije pastýře Freda a jeho stádo ovcí. Val a Earl objeví pastýřovu hlavu a věří, že za to může nějaký sériový vrah. Dva stavební dělníci opravující silnici jsou zabiti stejným tvorem, což způsobí sesuv skály. Val a Earl se po tom, co varují obyvatele, snaží najít pomoc, ale zjistí, že telefonní linky jsou hluché, a že sesuv skály zablokoval jedinou cestu z města.
Val a Earl si půjčují koně, aby jeli na pomoc do nejbližšího města Bixby. Po cestě narazí na auto zahloubené v zemi, patřící Jimimu Wallaceovi a jeho manželce. Je poblíž jejich přívěsu, ale pár je nezvěstný (umřeli předchozí noc). Při snaze dostat auto ze země se náhle z pod něj vyřítí obrovské červovité monstrum, které má chapadlovité jazyky. Val a Earl, kteří spadli z koní, prchají před netvorem, který je pronásleduje. Honička končí, když stvoření prorazí betonovou stěnu a zemře při nárazu. Rhonda LeBecková, postgraduální studentka seismologie, pomocí testů vyvozuje, že v oblasti jsou další tři červi. Rhonda, Val a Earl uvíznou přes noc na vrcholu shluku balvanů poblíž jednoho z červů a domnívají se, že stvoření loví svou kořist pomocí detekce seismických vibrací. Trojice pak najde nějaké odhozené kovové tyče u balvanů a použije je k skoku o tyči přes některé blízké balvany, aby se dostali k Rhondinu náklaďáku, čímž by stvoření unikli. To se jim nakonec podaří.
Poté, co se trojice vrátí do města, zaútočí na osadu všichni tři zbývající červi, čímž všechny donutí schovat se na různých střechách osady. Mezitím se manželskému páru Burtovi a Heather podaří zabít jedno z červů poté, co ho nevědomky vylákali do jejich zbrojnice ve sklepě. Earl, Rhonda a pan Miguel si uvědomí, že musí opustit město, a tak upoutají pozornost červů, a mezitím se Val dostane k pásovému nakladači a připoutá k němu návěs. Přeživší ho použijí k pokusu o útěk do nedalekého pohoří (protože tam za nimi červi nemohou). Cestou oba červi vytvoří past, která znehybní pásový nakladač, a přeživší prchají do bezpečí k blízkým balvanům.
Skupina začíná ztrácet naději v úspěch útěku. Earl ale dostane nápad, jak oklamat červy, a donutit je, aby spolkli Burtovy podomácku vyrobené trubkové bomby. Strategie zabije jednoho červa, ale ten poslední vyplivne bombu zpět směrem k přeživším, což zničí všechny zbývající bomby kromě jedné. Val láká posledního červa, aby ho pronásledoval na okraj útesu, a pak za něj hodí zbývající bombu, čímž červa vyděsí, a ten prorazí stěnu útesu, zřítí se ze skály a pod ní umírá. Skupina se vrací do města a volá úřady, aby zahájily vyšetřování, zatímco Earl přesvědčuje Vala, aby se snažil navázat vztah s Rhondou.

## Obsazení
- Kevin Bacon jako Valentine McKee
- Fred Ward jako Earl Bass
- Finn Carter jako Rhonda LeBeck
- Michael Gross jako Burt Gummer
- Reba McEntire jako Heather Gummer
- Bobby Jacoby jako Melvin Plug
- Ariana Richardsová jako Mindy Sterngoodová
- Charlotte Stewart jako Nancy Sterngoodová
- Tony Genaro jako Miguel
- Richard Marcus jako Nestor Cunningham
- Victor Wong jako Walter Chang
- Bibi Beschová jako Megan Wallace
- Conrad Bachmann jako Dr. Jim Wallace
- Sunshine Parker jako Edgar Deems
- Michael Dan Wagner jako  Fred
- John Goodwin jako Howard
- John Pappas jako Carmine

Obsazení - zdroj: